# Melicope vinkii
Melicope vinkii är en vinruteväxtart som beskrevs av Thomas Gordon Hartley. Melicope vinkii ingår i släktet Melicope och familjen vinruteväxter. Inga underarter finns listade i Catalogue of Life.